# Jean Jacques Dozy
Jean Jacques Dozy (18 juin 1908, Rotterdam - 1er novembre 2004, La Haye) est un géologue néerlandais.
Il découvre en 1936 l'Ertsberg (littéralement « montagne du minerai »), en Nouvelle-Guinée, une formation rocheuse contenant des affleurements de cuivre. En 1939, il publie un article sur ses découvertes mais celles-ci sont négligées en raison de la Seconde Guerre mondiale. Vingt ans plus tard, l'article réapparaît et devient à l'origine du complexe minier d'Ertsberg et de Grasberg.